# Stadioner Hof

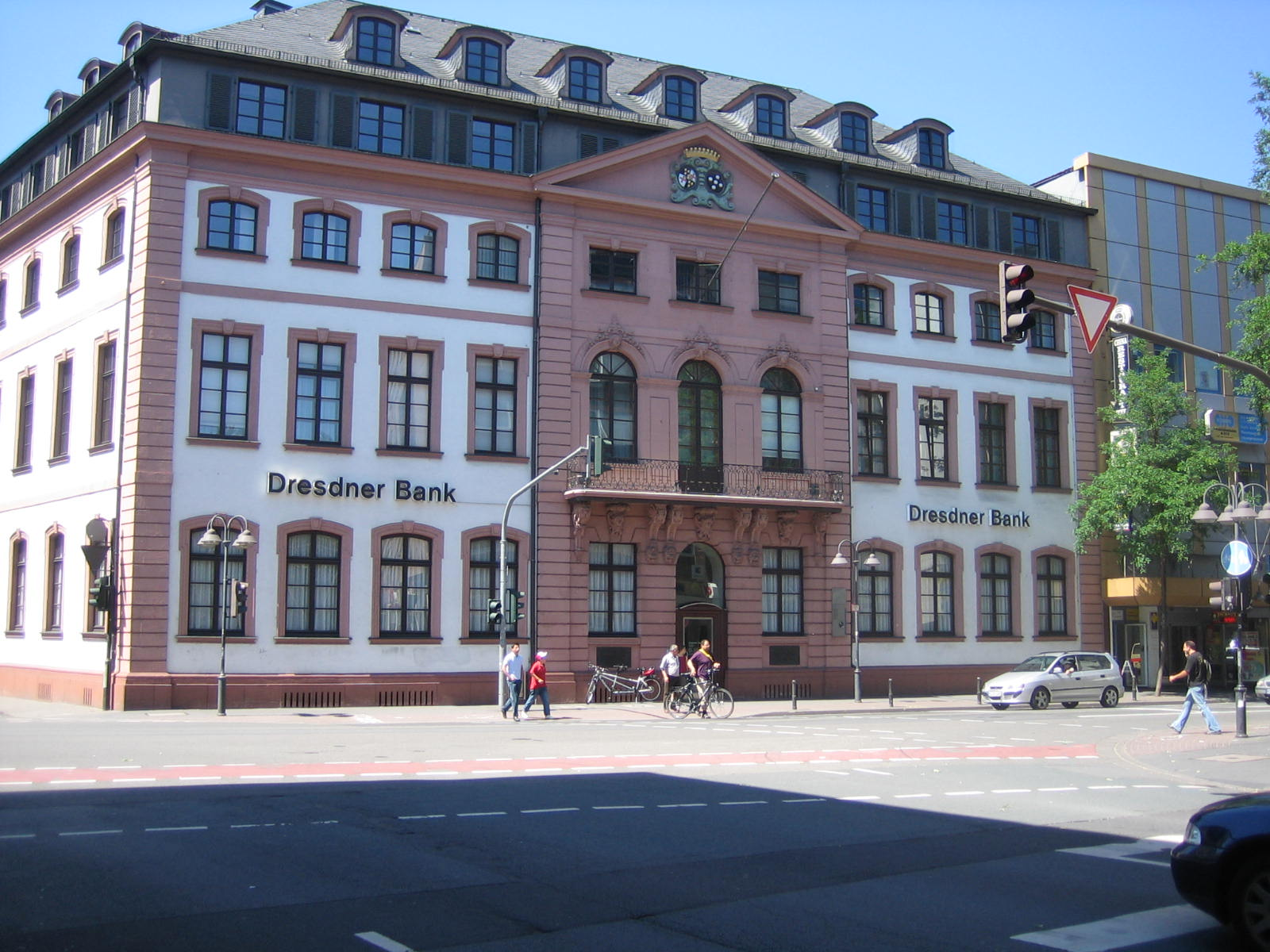
Der Stadioner Hof in Mainz

Der Stadioner Hof ist ein Adelspalais in Mainz. 

## Geschichte
Ursprünglich wurde er als Mainzer Wohnsitz für die Adelsfamilie von Rollingen, ein luxemburgisches Dynastengeschlecht, erbaut und wurde daher auch Rollingscher Hof genannt. Für den Entwurf war der Kavaliersarchitekt und Geheime Kurmainzische Hofrat Anselm Franz von Ritter zu Groenesteyn verantwortlich. Der Bauherr war der Geheime Hofrat Lothar Friedrich von Rollingen, Herr von Dalenbroich und Koerich, Erbmarschall des Herzogtums Luxemburg und der Grafschaft Chiny. Lothar Friedrich von Rollingen wurde seinerzeit die Realfreiheit, das heißt Freiheit von allen Kommunallasten als Schatzung, Einquartierung und Service gewährt, das Gebäude damit zum Freihof. Der Baubeginn erfolgte im Jahr 1728, fertiggestellt wurde das Bauwerk 1733. Anton Heinrich Friedrich von Stadion ersteigerte das Gebäude im Jahre 1737. Nach dem Eigentümerwechsel kam es zur Umbenennung in Stadioner Hof.

## Architektur

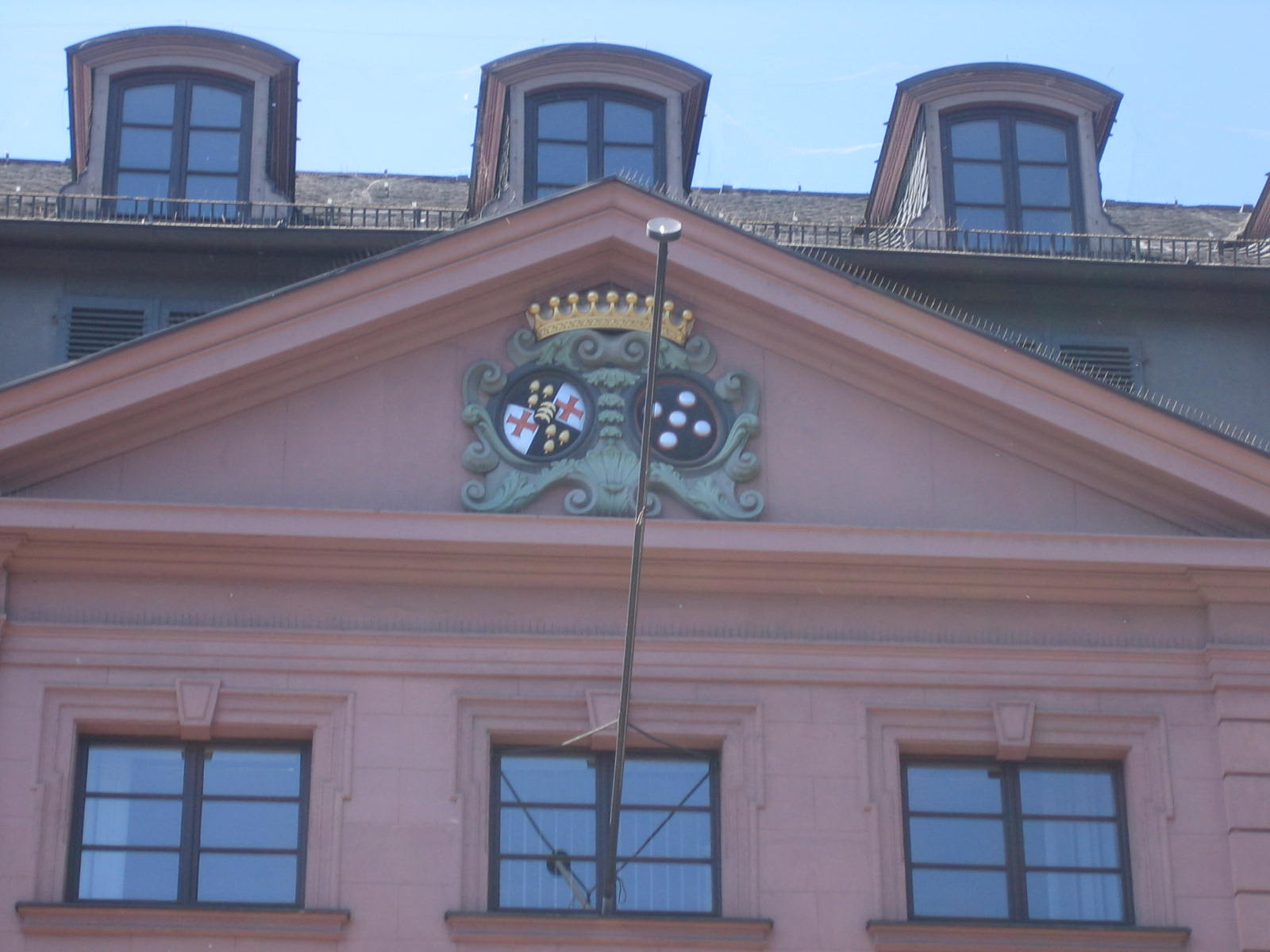
Allianzwappen Stadion-Sickingen

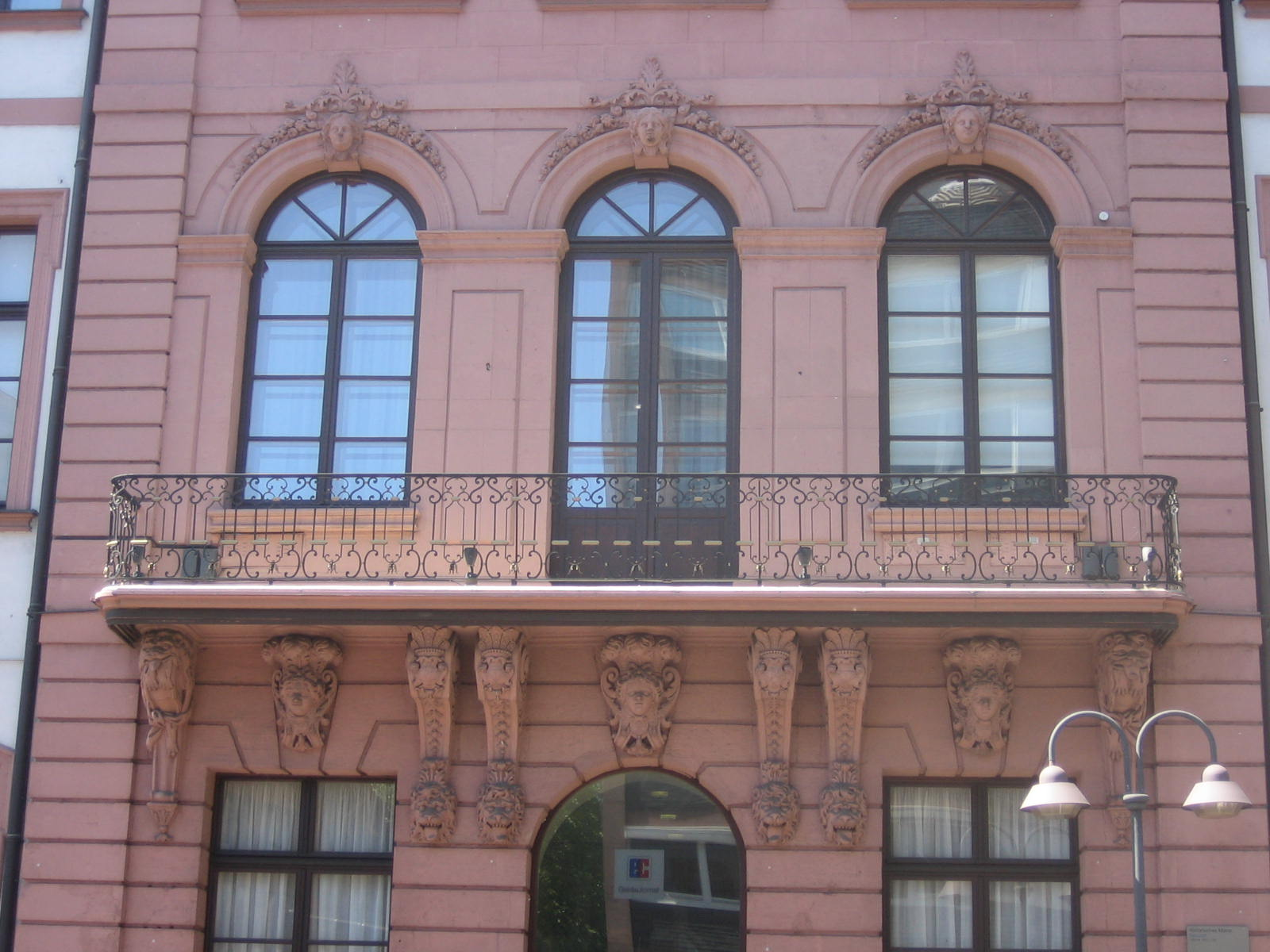
Mittelrisalit

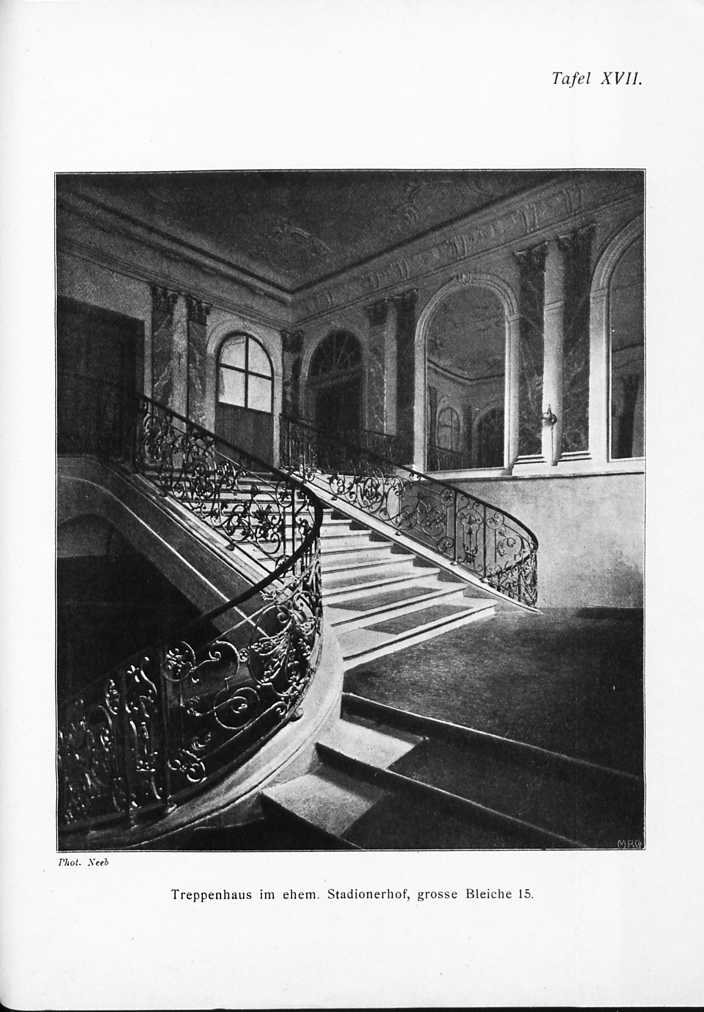
Treppenhaus, Aufnahme von Ernst Neeb

Aufgrund der Studienreisen zu Groenesteyns nach Frankreich und seiner dortigen Ausbildung, prägte zu Groenesteyn in Mainz den französisch klassizistischen Stil und adaptierte die Idee des französischen Hôtel particulier. Dieser ersetzte spätestens ab der Mitte des 18. Jahrhunderts den bis dahin in Mainz vorherrschenden italienisch-österreichisch sowie mainfränkisch-mittelrheinisch geprägten Barockstil.
Der Bau entstand im ersten, nach barocken Gesichtspunkten geschaffenen Stadtquartier, dem Bleichenviertel. Mit den drei neuen Straßenzügen Große Bleiche, Mittlere Bleiche und Hintere Bleiche entstand dieses Viertel auf schachbrettartigem Grundriss und wurde mit breit angelegten Straßen versehen, wovon die Große Bleiche die Prachtstraße wurde.
Der heute noch bestehende Corps de Logis ist schlicht und zurückhaltend konzipiert, typisch für die Stilrichtung des französischen Klassizismus. Im Dreiecksgiebel des Mittelrisalits befindet sich das Allianzwappen Stadion-Sickingen, über diesem die Rangkrone eines Grafen mit ihren 9 Zinken. Der Balkon des Mittelrisalits wird von 6 reich verzierten Konsolen getragen. Die beiden äußeren Konsolen sind mit Löwenfellen drapiert, auf den inneren Konsolen, rechts und links vom Schlussstein der Eingangstür waren ursprünglich je zweimal wiederkehrend die verschlungenen Initialen „vR“ (von Rollingen) und „vt“ (von Thüngen für seine Ehefrau) zu sehen. Die mit weiblichen Masken verzierten drei Schlusssteine der unter dem Balkon liegenden Tür und der Fenster dienen gleichzeitig als Miniaturkonsolen für den Balkon. Das geschwungene schmiedeeiserne Gitter des Balkons war ursprünglich ebenfalls mit einem Wappenschild derer von Stadion versehen. Die Verzierung der Schlusssteine der mit Kreisbogen abschließenden drei zu dem Balkon führenden Fenster und Türe bilden Frauenköpfe, die mit Blumen- und Akanthusranken versehen sind. Treppenhaus und Säle waren mit reichen Stuckverzierungen versehen, die an die Arbeiten des im vergleichbaren Zeitraum entstandenen Deutschhauses erinnern.
Die ursprünglich vorhandenen beiden Seitenflügel des Palais, wie auch der Ehrenhof sind heute nicht mehr erhalten. Das repräsentative barocke Treppenhaus im Inneren des Gebäudes wurde 1927 beseitigt.
Der Bau ist im Kontext zur Gruppe anderer barocker Adelspalais wie dem Schönborner Hof, dem Bassenheimer Hof und dem Osteiner Hof rund um den Schillerplatz zu sehen.

## Geschichte
Die Familie Stadion-Thannhausen besaß das Gebäude bis 1787. Nach dem Ende des Kurstaates siedelte bereits am 11. Januar 1798 der französische Regierungskommissar für die vier linksrheinischen Departements François Joseph Rudler aus Bonn nach Mainz über und requirierte den Stadioner Hof. Er gliederte die eroberten Gebiete in Départements und Kantone und stellte eine völlig neue Verwaltung auf, die auf der Übernahme französischen Rechts beruhte. Die von hier aus geleitete Zentralverwaltung der vier Departements unter Rudler und seinen Nachfolgern endete im Jahr 1802. Als Hauptort des Département du Mont-Tonnerre hatte Mayence ein Zivil-, ein Zuchtpolizei- und ein peinliches Gericht, dem der Stadioner Hof von 1802 bis 1814 als französischer Justizpalast diente.
Danach zogen zwischen 1816 und 1890 die jeweiligen Vize-Militärgouverneure der Festung Mainz ein, das Gebäude diente als Kommandantur. Später ging es wieder in Privatbesitz über. Während der Luftangriffe auf Mainz im Zweiten Weltkrieg wurde der Hof erheblich beschädigt, ab 1949 ließ ihn die französische Besatzungsmacht unter Wahrung der Barock-Fassade wiederaufbauen. Bis auf die historischen Fassaden, welche unter erheblichem Aufwand gesichert werden mussten, konnten große historische Teile nicht gerettet werden und mussten völlig neu entstehen. Das Gebäude beherbergt seit 1923 eine Filiale der Dresdner Bank, seit 2011 Commerzbank. Die Wiederherstellung der Fassaden mit ihrer ursprünglichen Farbgebung fand zu Beginn der 1990er Jahre statt.